# پیش‌کشانی پرندگان
پیش‌کشانی پرندگان یا پیش‌کشاندن پرندگان (به انگلیسی: Pishing) (یا Spishing)، به عمل پیش‌کشاندن یک پرنده با یک صدای تقلیدشده (معمولاً ندای هشدار یا سرزنش) است که توسط پرندگان و پرنده‌شناسان برای جذب پرندگان (عموماً گنجشک‌سان) استفاده می‌شود. این تکنیک توسط دانشمندان برای افزایش کارایی بررسی تنوع پرندگان و توسط پرنده‌نگرها برای جذب گونه‌هایی استفاده می‌شود که در غیر این صورت ممکن است دیده نشوند.
پیش‌کشاندن به‌طور مؤثر در قلمرو همه‌شمالگان به کار می‌رود، جایی که پنداشته می‌شود به دلیل شباهت آن به صداهای سرزنش چرخ‌ریسک‌ها (پرندگان خانواده چرخ‌ریسکان) کارایی دارد. این سرزنش‌ها، نوعی رفتار اوباشگری، پرندگان دیگری را جذب می‌کند تا برای تعیین ماهیت تهدید بالقوه وارد شوند. تجزیه و تحلیل صوتی نداهای پیش‌کشانی و نداهای اوباشگری جوان‌ها نشان می‌دهد که آنها یک فرکانس اندازه‌گیری مشترک دارند که توسط پرندگان دیگر به کار نمی‌رود. جای شگفتی نیست که پیش‌کشانی تأثیر کمی بر پرندگانی دارد که در آن مناطق از جهان بدون چرخ‌ریسک هستند.
مطالعه دیگری اشاره کرد که تنها گنجشک‌سانان توسط پیش‌کشانی جذب می‌شوند. جدای از فرضیه فراخوانی اوباشگری، پیشنهاد شده‌است که پیش‌کشانی ممکن است به عنوان دعوتی برای پیوستن به یک «گله غذایابی چندگونه‌ای» پنداشته شود و پرندگان خودشان صدا یا رفتار تهاجمی نشان نمی‌دهند. همان مطالعه اشاره کرد که پیش‌کشاندن در مناطق گرمسیری جهان قدیم کارایی نداشت و نشان داد که ممکن است به دلیل تراکم کمتر پرندگان مهاجر باشد.
همچنین مشخص شده‌است که پیش‌کشانی در جنوب آفریقا به‌طور مؤثری کار می‌کند (تقلید از صدای سبدنشین جغجغه). همچنین به‌طور مؤثر در استرالیا کار می‌کند، جایی که، برخلاف نبود حضور هیچ‌یک از اعضای چرخ‌ریسکان، تعدادی از گونه‌های گنجشک‌سان می‌توانند جذب شوند. برخی از پرنده‌نگرها در استرالیا از نوعی قیچ‌قیچ کردن استفاده می‌کنند (ایجاد صدای بوسیدن از طریق لب‌های جمع شده یا پشت دست) که عسل‌خواران گوش‌سفید، چندین گونه سردرشت و دم‌بادبزنی خاکستری واکنش اولیه و به نوبه خود را نشان می‌دهند و گونه‌های دیگر را نیز جذب می‌کنند.
از آنجایی که عمل پیش‌کشاندن یا جیغ‌جیغ کردن رفتار طبیعی پرنده را آشفته می‌کند، سازمان‌های پرنده‌نگری، کاربرد بیش از اندازه از این روش برای جذب و کشاندن پرندگان را غیراخلاقی می‌دانند. چنین سازمان‌هایی سفارش می‌کنند که پس از دیدن پرنده، از پیش‌کشاندن پرنده دست برداشته شود و به پرنده اجازه داده شود تا به رفتار طبیعی خود بازگردد.